# Tmarus mundulus
Tmarus mundulus là một loài nhện trong họ Thomisidae.
Loài này thuộc chi Tmarus. Tmarus mundulus được Octavius Pickard-Cambridge miêu tả năm 1892.